# Nekrolog 1. Quartal 1930
Nekrolog
◄◄
| ◄
| 1926
| 1927
| 1928
| 1929
| 1930 | 1931 | 1932 | 1933 | 1934 | ► | ►►
1. Quartal |
2. Quartal |
3. Quartal |
4. Quartal 1930
Weitere Ereignisse | Allgemeiner Nekrolog 1930
Die Beschreibung der verstorbenen Person sollte so kurz wie möglich gehalten sein und nur deren signifikante Tätigkeit(en) enthalten.
Neue Namen ggf. auch unter dem Geburts- und Sterbedatum, also etwa unter 1. Januar und im Geburts- und Sterbejahr (2024) eintragen (nur bei entsprechender großer Wichtigkeit). Für Beispiele siehe die schon vorhandenen Artikel.
Außerdem über die fünf zuletzt Verstorbenen, zu denen es einen ausreichend guten Artikel für eine Präsentation auf der Hauptseite gibt, nach der todesbedingten Überarbeitung der Artikel ggf. auch unter Wikipedia Diskussion:Hauptseite informieren und sie am besten auch in den anderen Wikipedia-Sprachversionen eintragen. Tipp: Regelmäßig bei news.google.de nach „ist tot“, „gestorben“ oder „verstorben“ suchen.
Wenn eine Person gestorben ist, gibt es viele Seiten zu dieser Person in der Wikipedia, die davon auch betroffen sind und entsprechend aktualisiert werden müssen. Beispiele: Namenübersichtsseite, Geburtsjahr, Geburtsort-Seiten und viele mehr.
Wie finde ich die betroffenen Seiten?
Im Suchfeld auf der linken Seite gibt man den Suchbegriff so ein: „Vorname Nachname“. Dann klickt man auf Volltext und alle Seiten mit entsprechendem Suchtext werden aufgerufen. Hier sieht man dann schnell, wo auch das Todesjahr Sinn macht oder sogar ein Teil des Artikels angepasst werden muss. Auch hilft das „Werkzeug“ auf der linken Seite sehr gut, um solche Seiten aufzufinden: „Links auf diese Seite“. Somit ist die Wikipedia wieder aktuell in allen Bereichen! Hinweis: bei Eintragung der Kategorie „Gestorben JAHR“ wird der Missbrauchsfilter 49 ausgelöst, was jedoch nicht schlimm ist. Siehe: Spezial:Missbrauchsfilter/49
Dies ist eine Liste von im ersten Quartal 1930 verstorbenen bekannten Persönlichkeiten. Die Einträge erfolgen innerhalb der einzelnen Daten alphabetisch sortiert. Tiere sind im Nekrolog für Tiere zu finden.

## Januar
| Tag         | Name                                       | Beruf, bekannt als                                                                                | Alter | Beleg |
| ----------- | ------------------------------------------ | ------------------------------------------------------------------------------------------------- | ----- | ----- |
| 1. Januar   | Gunsanad Kina                              | Oberster Häuptling der Kadazan-Dusun                                                              |       |       |
| 1. Januar   | Peter Brynie Lindeman                      | norwegischer Organist und Komponist                                                               | 71    |       |
| 1. Januar   | Curt von Maltzahn                          | deutscher Marineoffizier                                                                          | 80    |       |
| 1. Januar   | Johann Adam Rüppel                         | deutscher Architekt                                                                               | 65    |       |
| 1. Januar   | Hubert Spannring                           | österreichischer Bildhauer und Schulleiter                                                        | 67    |       |
| 1. Januar   | Stefan Steinmetz                           | deutscher Mühleningenieur                                                                         | 71    |       |
| 1. Januar   | Marie Tomschik                             | österreichische Opernsängerin (Alt)                                                               | 58    |       |
| 2. Januar   | Kenneth Hawks                              | US-amerikanischer Regisseur und Filmproduzent                                                     | 31    |       |
| 2. Januar   | Therese Malten                             | deutsche Sängerin (Sopran)                                                                        | 76    |       |
| 3. Januar   | Cuno von Bassewitz                         | deutscher Gutsbesitzer und Provisor im Kloster Dobbertin                                          | 73    |       |
| 3. Januar   | Clare Briggs                               | US-amerikanischer Cartoonist und Comiczeichner                                                    | 54    |       |
| 3. Januar   | Władysław Horodecki                        | polnischer Architekt                                                                              | 66    |       |
| 3. Januar   | Julius Kaerst                              | deutscher Historiker                                                                              | 72    |       |
| 3. Januar   | Wilhelm Laage                              | deutscher Maler und Holzschneider                                                                 | 61    |       |
| 3. Januar   | Paul Matzdorf                              | deutscher Lehrer, Jugendschriftsteller und Bildhauer                                              | 65    |       |
| 3. Januar   | Wilhelm Plüschow                           | deutscher Fotograf                                                                                | 77    |       |
| 4. Januar   | Ludwig Block                               | deutscher Forstbeamter                                                                            | 69    |       |
| 4. Januar   | Albert Brodersen                           | deutscher Gartendirektor in Berlin                                                                | 72    |       |
| 4. Januar   | Rudolf Poller                              | sächsischer Bergdirektor und Bergingenieur                                                        | 64    |       |
| 4. Januar   | Moritz Ratzinger                           | bayerischer Generalleutnant                                                                       | 80    |       |
| 4. Januar   | Ulrich Graf von Schwerin                   | deutscher Botschafter                                                                             | 65    |       |
| 4. Januar   | Otto Gustav Zehrfeld                       | deutscher Buchhändler sowie Buch- und Postkarten-Verleger                                         |       |       |
| 5. Januar   | Hermann von Bassewitz                      | preußischer Generalleutnant                                                                       | 71    |       |
| 5. Januar   | Ludwig Claisen                             | deutscher Chemiker                                                                                | 78    |       |
| 5. Januar   | Carl Fredrich                              | deutscher Altphilologe, Archäologe, Historiker und Gymnasiallehrer                                | 58    |       |
| 5. Januar   | Gottfried Kunz                             | Schweizer Politiker (FDP)                                                                         | 70    |       |
| 5. Januar   | Arnold Middendorf                          | Offizial in Köln und Dompropst                                                                    | 62    |       |
| 5. Januar   | Wilhelm Schümmer                           | deutscher Politiker (Zentrum)                                                                     | 47    |       |
| 6. Januar   | Robert Garrison                            | deutscher Schauspieler                                                                            | 57    |       |
| 6. Januar   | Eduard Study                               | deutscher Mathematiker                                                                            | 67    |       |
| 6. Januar   | Grigori Nikolajewitsch Trubezkoi           | russischer Diplomat, Politiker und Autor                                                          | 56    |       |
| 7. Januar   | Jacob B. Bull                              | norwegischer Dichter                                                                              | 76    |       |
| 7. Januar   | Allan Davidson                             | Entdeckungsreisender in Australien, Chile und Westafrika                                          | 56    |       |
| 7. Januar   | Philipp von Haag                           | deutscher Beamter und Präsident im württembergischen Innenministerium                             | 69    |       |
| 7. Januar   | Rudolf Häpke                               | deutscher Historiker                                                                              | 45    |       |
| 7. Januar   | Max Schmalzl                               | deutscher Kirchenmaler, Ordensbruder, Redemptorist                                                | 79    |       |
| 08. Januar  | Peter Easte                                | britischer Sportschütze                                                                           |       |       |
| 8. Januar   | Wilhelm Schlüter                           | deutscher Politiker (SPD), MdR                                                                    | 58    |       |
| 9. Januar   | Aníbal de Bettencourt                      | portugiesischer Mediziner und Bakteriologe                                                        | 61    |       |
| 9. Januar   | Johannes Govertus de Man                   | niederländischer Biologe                                                                          | 79    |       |
| 10. Januar  | Ernst Bauer                                | deutscher Mediziner                                                                               | 81    |       |
| 10. Januar  | Ludwig Bopp                                | deutscher Architekt                                                                               | 60    |       |
| 10. Januar  | Jean Louis Sponsel                         | deutscher Kunsthistoriker und Museumsdirektor                                                     | 71    |       |
| 11. Januar  | Walter Ophey                               | deutscher Maler und Grafiker                                                                      | 47    |       |
| 11. Januar  | Julian von Saß-Jaworski                    | polnisch-deutscher Rittergutsbesitzer und Politiker, MdR                                          | 67    |       |
| 11. Januar  | Romer Wilson                               | britische Schriftstellerin                                                                        | 38    |       |
| 12. Januar  | Henry de Groux                             | belgischer Maler des Symbolismus                                                                  | 63    |       |
| 12. Januar  | Gustav van Treeck                          | königlich-bayerischer Hofglasmaler                                                                | 75    |       |
| 13. Januar  | Sebastian Ziani de Ferranti                | britischer Elektroingenieur                                                                       | 65    |       |
| 13. Januar  | Carl van der Linde                         | deutscher Dichter in niederdeutscher Mundart                                                      | 68    |       |
| 13. Januar  | Auguste Rateau                             | französischer Ingenieur und Turbinen-Entwickler                                                   | 66    |       |
| 13. Januar  | Rudolf von der Schulenburg                 | preußischer Oberpräsident und Politiker                                                           | 69    |       |
| 13. Januar  | Nikolaus Graf von Seebach                  | königlich-sächsischer Kammerherr, Intendant des Dresdner Hoftheater (Semperoper)                  | 75    |       |
| 13. Januar  | Martin Werdnik                             | österreichischer Fechtmeister                                                                     | 64    |       |
| 14. Januar  | Emil Brugsch                               | deutscher Ägyptologe                                                                              | 87    |       |
| 14. Januar  | Karl Maxstadt                              | deutscher Unterhaltungskünstler (Volkssänger)                                                     | 76    |       |
| 14. Januar  | Auguste Müller                             | deutsche Schnitzerin                                                                              | 82    |       |
| 14. Januar  | George Gardner Symons                      | US-amerikanischer Maler des Impressionismus                                                       |       |       |
| 15. Januar  | Franz Beidler                              | Schweizer Dirigent                                                                                | 57    |       |
| 15. Januar  | Theodor von Heigelin                       | Offizier der Kaiserlichen Schutztruppe für Kamerun                                                | 53    |       |
| 16. Januar  | Johannes Gillhoff                          | deutscher Schriftsteller                                                                          | 68    |       |
| 16. Januar  | Theodor Teetzmann                          | preußischer Offizier, zuletzt Generalleutnant                                                     | 70    |       |
| 17. Januar  | Gottfried Künzi                            | Schweizer Mosaist                                                                                 | 65    |       |
| 17. Januar  | Heinrich Lessing                           | deutscher Porträt- und Landschaftsmaler                                                           | 73    |       |
| 17. Januar  | Achim Wehl                                 | württembergischer Generalmajor                                                                    | 66    |       |
| 18. Januar  | Anna Adelaïde Abrahams                     | niederländische Malerin und Aquarellistin                                                         | 80    |       |
| 18. Januar  | Agustín José Bernaus y Serra               | spanischer römisch-katholischer Geistlicher und Apostolischer Vikar von Guam und Bluefields       | 66    |       |
| 18. Januar  | Antonio Espina y Capó                      | spanischer Pionier der Radiologie                                                                 | 79    |       |
| 18. Januar  | André Mocquereau                           | Benediktinermönch und Gregorianik-Forscher                                                        | 80    |       |
| 18. Januar  | Werner Stein                               | deutscher Bildhauer                                                                               | 75    |       |
| 18. Januar  | Eduard Stieger                             | preußischer Beamter und Unterstaatssekretär im Ministerium der öffentlichen Arbeiten              | 87    |       |
| 19. Januar  | Alexander von Bunge                        | russischer Arzt und Forschungsreisender                                                           | 78    |       |
| 19. Januar  | Frank Plumpton Ramsey                      | britischer Mathematiker und Logiker                                                               | 26    |       |
| 20. Januar  | David A. Boody                             | US-amerikanischer Politiker                                                                       | 92    |       |
| 20. Januar  | Franz Clam-Gallas                          | böhmischer Großgrundbesitzer und Politiker                                                        | 75    |       |
| 20. Januar  | Carl Hampel                                | deutscher Landschaftsarchitekt                                                                    | 80    |       |
| 21. Januar  | Hugh Longbourne Callendar                  | britischer Physiker                                                                               | 66    |       |
| 21. Januar  | Max Quarck                                 | deutscher Politiker (SPD), MdR                                                                    | 69    |       |
| 21. Januar  | Jaroslav Vlček                             | tschechoslowakischer Literaturhistoriker                                                          | 69    |       |
| 22. Januar  | Reginald Brett, 2. Viscount Esher          | britischer Historiker, Politiker, Mitglied des House of Commons und Gouverneur von Windsor Castle | 77    |       |
| 22. Januar  | Gottlieb Johanning                         | Landwirt und Mitglied des Lippischen Landtags                                                     | 63    |       |
| 22. Januar  | Hans Pöhl                                  | estnischer Politiker, Mitglied des Riigikogu                                                      | 53    |       |
| 23. Januar  | Richard von Hößlin                         | bayerischer Generalleutnant                                                                       | 76    |       |
| 23. Januar  | Karl Rothmüller                            | bayerischer Hofgoldschmied und Professor der Bildenden Künste                                     |       |       |
| 23. Januar  | Hippolyte Sebert                           | Wissenschaftler und Offizier der französischen Armee                                              | 90    |       |
| 23. Januar  | Rudolf von Spankeren                       | preußischer Verwaltungsjurist und Landrat                                                         | 54    |       |
| 24. Januar  | Kim Chwa-chin                              | koreanischer Anarchist                                                                            | 40    |       |
| 24. Januar  | Karl Dolezalek                             | deutscher Bauingenieur und Hochschullehrer                                                        | 86    |       |
| 24. Januar  | Rebecca Ann Latimer Felton                 | US-amerikanische Politikerin                                                                      | 94    |       |
| 24. Januar  | Kim Chwa-chin                              | koreanischer Anarchist                                                                            | 40    |       |
| 24. Januar  | Adolf Kneser                               | deutscher Mathematiker                                                                            | 67    |       |
| 25. Januar  | Stephen A. Hoxworth                        | US-amerikanischer Politiker                                                                       | 69    |       |
| 25. Januar  | Paul Joachimsen                            | deutscher Historiker                                                                              | 62    |       |
| 25. Januar  | Eryl Smith                                 | britische Ärztin und Botanikerin                                                                  |       |       |
| 26. Januar  | Artur Reichmann                            | deutscher Marathonläufer                                                                          | 27    |       |
| 26. Januar  | Rudolf Schädler                            | Liechtensteiner Arzt und Politiker                                                                | 84    |       |
| 27. Januar  | Franz Bayer                                | böhmischer Augenarzt und Kommunalpolitiker                                                        | 76    |       |
| 27. Januar  | Edward Waldo Emerson                       | US-amerikanischer Arzt, Autor und Dozent                                                          | 85    |       |
| 27. Januar  | Jean Huré                                  | französischer Komponist und Organist                                                              | 52    |       |
| 27. Januar  | Leon Meredith                              | britischer Radrennfahrer                                                                          | 47    |       |
| 28. Januar  | Édouard Bénédictus                         | französischer Erfinder, Maler, Komponist, Schriftsteller und Chemiker                             |       |       |
| 28. Januar  | Konrad Biesalski                           | deutscher Orthopäde                                                                               | 61    |       |
| 28. Januar  | Ema Destinová                              | tschechische Sopranistin                                                                          | 51    |       |
| 28. Januar  | Rudolf Disselhorst                         | deutscher Arzt, Tierarzt und Universitätsprofessor                                                | 76    |       |
| 29. Januar  | Friedrich Brügger                          | Schweizer Korpskommandant                                                                         | 75    |       |
| 29. Januar  | Elisabeth Franziska von Österreich-Toskana | österreichische Adlige; Erzherzogin von Österreich-Toskana                                        | 38    |       |
| 29. Januar  | Ulysse Pastre                              | französischer Politiker, Mitglied der Nationalversammlung                                         | 66    |       |
| 29. Januar  | Nikolaus Paulus                            | deutscher katholischer Kirchenhistoriker                                                          | 76    |       |
| 29. Januar  | Joan Baptista Pellicer i Cardona           | katalanischer klassischer Pianist und Musikpädagoge                                               | 68    |       |
| 29. Januar  | Carlo Salvioli                             | italienischer Schachspieler                                                                       | 81    |       |
| 30. Januar  | Emma Stämpfli-Studer                       | Schweizer Unternehmerin und Pionierin im Bereich Kinderkrippen                                    | 81    |       |
| 31. Januar  | Benedykt Dybowski                          | polnischer Naturforscher und Arzt                                                                 | 96    |       |
| 31. Januar  | Otto Stahn                                 | deutscher Architekt und kommunaler Baubeamter                                                     | 70    |       |
|             | Gustav Haeberle                            | deutscher Architekt                                                                               | 76    |       |
| Ende Januar | Charles Huot                               | kanadischer Maler und Illustrator                                                                 | 74    |       |

## Februar
| Tag              | Name                                                    | Beruf, bekannt als                                                                                         | Alter | Beleg |
| ---------------- | ------------------------------------------------------- | --- | ----- | ----- |
| 1. Februar       | Friedrich Noack                                         | deutscher Journalist und Kulturhistoriker                                                                  | 71    |       |
| 1. Februar       | Franz Stibral                                           | österreichischer Verwaltungsjurist und Handelsminister                                                     | 75    |       |
| 2. Februar       | Ernst Meyer                                             | deutscher Politiker                                                                                        | 42    |       |
| 2. Februar       | Carl Miller                                             | deutscher Kommunalpolitiker                                                                                | 69    |       |
| 2. Februar       | Hans Piontek                                            | deutscher Beamter                                                                                          | 53    |       |
| 2. Februar       | Julius Caesar Karl Oskar Erdmann von Wartensleben-Carow | deutscher Sportfunktionär                                                                                  | 57    |       |
| 3. Februar       | Michele Bianchi                                         | italienischer Journalist und Politiker des Faschismus                                                      | 46    |       |
| 3. Februar       | Wilhelm Zangemeister                                    | deutscher Gynäkologe                                                                                       | 58    |       |
| 4. Februar       | Raymond de Dalmas                                       | französischer Ornithologe und Arachnologe                                                                  | 67    |       |
| 4. Februar       | Adolf Hauffen                                           | tschechoslowakischer Literaturhistoriker                                                                   | 66    |       |
| 4. Februar       | Josef Markwart                                          | deutscher Orientalist und Historiker                                                                       | 65    |       |
| 5. Februar       | Anton Aicher                                            | österreichischer Bildhauer                                                                                 | 70    |       |
| 5. Februar       | Leopold Deutsch                                         | österreichischer Schauspieler                                                                              | 76    |       |
| 5. Februar       | Friedrich von Duhn                                      | deutscher Klassischer Archäologe                                                                           | 78    |       |
| 5. Februar       | Alfred Krause                                           | deutscher Architekt                                                                                        | 63    |       |
| 6. Februar       | Alfred Chilhaud Dumaine                                 | französischer Diplomat                                                                                     | 77    |       |
| 6. Februar       | Edmund Gomansky                                         | deutscher Bildhauer                                                                                        | 75    |       |
| 7. Februar       | Felix Maria von Exner-Ewarten                           | österreichischer Meteorologe und Geophysiker                                                               | 53    |       |
| 7. Februar       | Tom Seidmann-Freud                                      | österreichische Kinderbuchautorin                                                                          | 37    |       |
| 7. Februar       | Fritz Tiedemann                                         | deutscher Politiker                                                                                        | 57    |       |
| 8. Februar       | Friedrich Drexel                                        | deutscher Provinzialrömischer Archäologe                                                                   | 44    |       |
| 8. Februar       | Sigismund Frank                                         | deutscher Bankier                                                                                          | 82    |       |
| 8. Februar       | Rudolf Maria Holzapfel                                  | österreichischer Psychologe und Philosoph                                                                  | 55    |       |
| 8. Februar       | Adolf Lehne                                             | deutscher Textilchemiker                                                                                   | 73    |       |
| 8. Februar       | Dorothea Maetzel-Johannsen                              | deutsche Malerin                                                                                           | 44    |       |
| 8. Februar       | Ferdinand Sigg                                          | Schweizer Industrieller                                                                                    | 52    |       |
| 9. Februar       | Augustinus Bludau                                       | deutscher Theologe (katholisch) und Bischof von Ermland                                                    | 67    |       |
| 9. Februar       | Ernestine Federn                                        | österreichische Schulgründerin, Malerin und Vereinsfunktionärin                                            |       |       |
| 9. Februar       | Paul Levi                                               | deutscher Rechtsanwalt und Politiker (KPD, USPD, SPD), MdR                                                 | 46    |       |
| 9. Februar       | Richard With                                            | Kapitän und der Gründer der norwegischen Hurtigruten Postschiff-Linie                                      | 83    |       |
| 10. Februar      | Wolfgang Brinckmann                                     | deutscher Politiker (DDP), MdHB                                                                            | 58    |       |
| 10. Februar      | Heinrich Vater                                          | deutscher Forstwissenschaftler, Professor der Bodenkunde und Standortslehre                                | 70    |       |
| 10. /11. Februar | Johannes Schick                                         | deutscher Jurist und Politiker                                                                             | 76    |       |
| 11. Februar      | Franz Winter                                            | deutscher Klassischer Archäologe                                                                           | 69    |       |
| 12. Februar      | Gregor von Bochmann                                     | deutsch-baltischer Maler und Zeichner                                                                      | 79    |       |
| 12. Februar      | Gustav Calliano                                         | österreichischer Heimatforscher                                                                            | 76    |       |
| 12. Februar      | Eva Dell'Acqua                                          | belgische Sängerin und Komponistin italienischer Herkunft                                                  | 73    |       |
| 12. Februar      | Bruno Dürigen                                           | deutscher Zoologe                                                                                          | 77    |       |
| 12. Februar      | Ernst Gumlich                                           | deutscher Physiker                                                                                         | 70    |       |
| 12. Februar      | Carli Nagelmüller                                       | Diseuse, Sängerin und Komikerin                                                                            | 46    |       |
| 12. Februar      | Christian Magnus Falsen Sinding-Larsen                  | norwegischer Arzt                                                                                          | 63    |       |
| 13. Februar      | Conrad Ansorge                                          | deutscher Komponist                                                                                        | 67    |       |
| 13. Februar      | Karl Friedrich Bleyer                                   | deutscher Politiker und Unternehmer                                                                        | 85    |       |
| 13. Februar      | Adolphe Cohn                                            | US-amerikanischer Romanist und Literaturwissenschaftler                                                    | 78    |       |
| 13. Februar      | Anton Faistauer                                         | österreichischer Maler                                                                                     | 42    |       |
| 13. Februar      | John Young Johnstone                                    | kanadischer Maler des Impressionismus                                                                      | 42    |       |
| 14. Februar      | Salvatore Catalanotte                                   | italienisch-amerikanischer Mobster                                                                         | 35    |       |
| 14. Februar      | Fred Dubois                                             | US-amerikanischer Politiker                                                                                | 78    |       |
| 14. Februar      | Libero Ferrario                                         | italienischer Radrennfahrer und Weltmeister                                                                | 28    |       |
| 14. Februar      | Thomas Mackenzie                                        | neuseeländischer Politiker der Liberal Party                                                               | 75    |       |
| 14. Februar      | Alphons Victor Müller                                   | christlicher Geistlicher, Journalist und Historiker                                                        |       |       |
| 14. Februar      | Eva Emmelina Seelig                                     | niederländische Malerin, Aquarellistin und Zeichnerin                                                      | 71    |       |
| 14. Februar      | Alice Verlet                                            | belgische Sängerin und Gesangspädagogin                                                                    | 56    |       |
| 14. Februar      | Paul Vogel                                              | deutscher Politiker (NLP, DVP), Präsident der II. Kammer des Sächsischen Landtags                          | 84    |       |
| 15. Februar      | Giulio Douhet                                           | italienischer General und Luftmachtstratege                                                                | 60    |       |
| 15. Februar      | Theodor Hämmerle                                        | österreichischer Textilunternehmer, Mäzen und Sammler                                                      | 71    |       |
| 15. Februar      | Charles Fletcher Johnson                                | US-amerikanischer Jurist und Politiker                                                                     | 71    |       |
| 15. Februar      | Heinrich Kanner                                         | österreichischer Journalist und Zeitungsherausgeber                                                        | 65    |       |
| 16. Februar      | August Hermann Francke                                  | deutscher Missionar und Sprachforscher in Tibet                                                            | 59    |       |
| 17. Februar      | Jesse Lee Hartman                                       | US-amerikanischer Politiker                                                                                | 76    |       |
| 17. Februar      | Franz Volkmer                                           | deutscher Pädagoge und Heimatforscher, Verfasser und Herausgeber                                           | 84    |       |
| 18. Februar      | Franz Droege                                            | preußischer Beamter                                                                                        | 67    |       |
| 18. Februar      | Max Friedrich Koch                                      | deutscher Historienmaler                                                                                   | 70    |       |
| 18. Februar      | Adolf Köster                                            | deutscher Politiker (SPD) und Diplomat                                                                     | 46    |       |
| 19. Februar      | Max Braun                                               | deutscher Zoologe und Hochschullehrer                                                                      | 79    |       |
| 19. Februar      | Johann Furch                                            | bessarabiendeutscher katholischer Priester und Opfer des Stalinismus                                       | 40    |       |
| 19. Februar      | Alan Archibald Campbell Swinton                         | britischer Elektroingenieur                                                                                | 66    |       |
| 20. Februar      | Louis W. Fairfield                                      | US-amerikanischer Politiker                                                                                | 71    |       |
| 20. Februar      | Josef Futterer                                          | deutscher Zeichner, Maler und Radierer                                                                     | 59    |       |
| 20. Februar      | Robert W. Miers                                         | US-amerikanischer Politiker                                                                                | 82    |       |
| 21. Februar      | Ahmad Schah Kadschar                                    | Schah von Persien                                                                                          | 33    |       |
| 21. Februar      | Ernst Knackstedt                                        | deutscher Maschinenbauingenieur, Unternehmer und Generaldirektor                                           | 68    |       |
| 21. Februar      | Heinrich Kroll                                          | deutscher Jagdflieger im Ersten Weltkrieg                                                                  | 35    |       |
| 21. Februar      | Milan Savić                                             | jugoslawischer Autor                                                                                       |       |       |
| 21. Februar      | Paul von Wunderlich                                     | deutscher lutherischer Theologe                                                                            | 85    |       |
| 21. Februar      | George Waring Stebbins                                  | US-amerikanischer Organist und Komponist                                                                   | 60    |       |
| 21. Februar      | Christian Tegtmeyer                                     | deutscher Fuhrunternehmer, Gast- und Landwirt, Spediteur, Montan- und Bauunternehmer und Stifter           | 76    |       |
| 22. Februar      | Arthur von Brietzke                                     | preußischer General der Infanterie                                                                         | 81    |       |
| 22. Februar      | Jonas Jablonskis                                        | litauischer Sprachwissenschaftler                                                                          | 69    |       |
| 22. Februar      | Carlo Perosi                                            | italienischer Geistlicher, Kardinal der römisch-katholischen Kirche                                        | 61    |       |
| 22. Februar      | William Tuttle                                          | US-amerikanischer Schwimmer und Wasserballspieler                                                          | 48    |       |
| 23. Februar      | Ángel Rivero Méndez                                     | puerto-ricanischer Soldat, Schriftsteller, Journalist und Geschäftsmann                                    | 73    |       |
| 23. Februar      | Mabel Normand                                           | US-amerikanische Stummfilmschauspielerin                                                                   | 37    |       |
| 23. Februar      | Robert Pschorr                                          | deutscher Chemiker                                                                                         | 61    |       |
| 23. Februar      | Heinrich Wilhelm Schaub                                 | deutscher Politiker, Landtagsabgeordneter im Volksstaat Hessen                                             | 54    |       |
| 23. Februar      | Horst Wessel                                            | deutscher SA-Sturmführer und Student der Rechtswissenschaft                                                | 22    |       |
| 24. Februar      | Thomas Gallagher                                        | US-amerikanischer Politiker                                                                                | 79    |       |
| 24. Februar      | Hermann von Ihering                                     | deutscher Zoologe und Paläontologe                                                                         | 79    |       |
| 25. Februar      | Kallistus Caravario                                     | italienischer Salesianer Don Boscos und Missionar in China                                                 | 26    |       |
| 25. Februar      | Télémaque Lambrino                                      | Pianist und Klavierpädagoge                                                                                | 51    |       |
| 25. Februar      | Anna Sacher                                             | österreichische Hotelbesitzerin und Gastronomin                                                            | 71    |       |
| 25. Februar      | Aloisius Versiglia                                      | italienischer Ordensgeistlicher, Missionar, Bischof, Märtyrer und Heiliger der römisch-katholischen Kirche | 56    |       |
| 26. Februar      | Paul Berthoud                                           | Schweizer Missionar                                                                                        | 82    |       |
| 26. Februar      | Ahmed Rızâ                                              | osmanischer Politiker                                                                                      |       |       |
| 26. Februar      | Rafael Merry del Val                                    | spanischer Geistlicher, Kardinal der römisch-katholischen Kirche                                           | 64    |       |
| 26. Februar      | Gaetano Reina                                           | Mafioso in New York                                                                                        |       |       |
| 27. Februar      | Ernst Buske                                             | Führer bündischer Jugendverbände                                                                           | 35    |       |
| 27. Februar      | Hugo Mayer                                              | österreichischer Architekt                                                                                 | 46    |       |
| 28. Februar      | Carlo Frati                                             | italienischer Bibliothekar, Romanist und Italianist                                                        | 67    |       |
| 28. Februar      | George J. Kindel                                        | US-amerikanischer Politiker                                                                                | 74    |       |
| 28. Februar      | Charles Kenneth Scott Moncrieff                         | schottischer Autor und Übersetzer                                                                          | 40    |       |
| 28. Februar      | James Snook                                             | US-amerikanischer Sportschütze                                                                             | 50    |       |
|                  | Naum Faiq                                               | Journalist, Lehrer und Dichter im damaligen Osmanischen Reich                                              |       |       |
|                  | Xie Zongxiang                                           | chinesischer Kampfkunstmeister                                                                             | 77    |       |

## März
| Tag      | Name                                        | Beruf, bekannt als                                                                              | Alter | Beleg |
| -------- | ------------------------------------------- | ----------------------------------------------------------------------------------------------- | ----- | ----- |
| 1. März  | Friedrich Karl Henkel                       | deutscher Unternehmer und Gründer des Henkel-Konzerns                                           | 81    |       |
| 2. März  | James A. Hughes                             | US-amerikanischer Politiker                                                                     | 69    |       |
| 2. März  | D. H. Lawrence                              | englischer Schriftsteller                                                                       | 44    |       |
| 2. März  | Peter Norman Nissen                         | kanadischer Ingenieur und Erfinder der Nissenhütte                                              | 58    |       |
| 2. März  | Richard Wilhelm                             | deutscher Sinologe                                                                              | 56    |       |
| 2. März  | Adam Zorn                                   | Bürgermeister und Abgeordneter                                                                  | 67    |       |
| 3. März  | Algernon Keith-Falconer, 9. Earl of Kintore | britischer Politiker, Gouverneur von South Australia                                            | 77    |       |
| 3. März  | Alois Kreiten                               | Kölner Goldschmied und Emailleur                                                                | 74    |       |
| 4. März  | Reinhard Effertz                            | deutscher Mäzen, Unternehmer und Stadtverordneter                                               | 82    |       |
| 4. März  | Max Johannesson                             | preußischer Gymnasiallehrer und Lehrbuchautor                                                   | 73    |       |
| 4. März  | Heinrich Ruland                             | deutscher Jurist und Politiker, MdL                                                             | 77    |       |
| 4. März  | Kurt von Schmeling                          | preußischer Regierungspräsident                                                                 | 69    |       |
| 4. März  | Paul de Vivie                               | französischer Radsportler und Herausgeber                                                       | 76    |       |
| 5. März  | Antonio Fradeletto                          | italienischer Literaturwissenschaftler, Redner und Politiker, Mitglied der Camera dei deputati  | 72    |       |
| 5. März  | Christine Ladd-Franklin                     | US-amerikanische Mathematikerin und Psychologin                                                 | 82    |       |
| 5. März  | Lyman Hine                                  | US-amerikanischer Bobsportler                                                                   | 41    |       |
| 5. März  | Paul Morard                                 | Schweizer Jurist und Politiker                                                                  | 50    |       |
| 5. März  | August Wesemeier                            | deutscher sozialdemokratischer Politiker                                                        | 64    |       |
| 6. März  | Herbert Gladstone, 1. Viscount Gladstone    | britischer Politiker (Liberal Party), Mitglied des House of Commons und Peer                    | 76    |       |
| 6. März  | James P. Glynn                              | US-amerikanischer Politiker                                                                     | 62    |       |
| 6. März  | Alfred von Tirpitz                          | deutscher Großadmiral und Politiker (DNVP), MdR                                                 | 80    |       |
| 7. März  | Walter Lindsay                              | britischer Generalmajor                                                                         | 74    |       |
| 7. März  | Edmund W. Samuel                            | US-amerikanischer Politiker                                                                     | 72    |       |
| 8. März  | Wim Kos                                     | niederländischer Eisschnellläufer                                                               | 26    |       |
| 8. März  | Willy Rohr                                  | preußischer Offizier, Kommandeur des preußischen Sturmbataillons 5 (Rohr) im Ersten Weltkrieg   | 52    |       |
| 8. März  | Edward Terry Sanford                        | US-amerikanischer Jurist                                                                        | 64    |       |
| 8. März  | William Howard Taft                         | US-amerikanischer Politiker und Jurist, 27. Präsident der USA und Oberster Bundesrichter        | 72    |       |
| 8. März  | Ferdinand Maack                             | deutscher Arzt, Erfinder und Okkultist                                                          | 69    |       |
| 8. März  | Fernando Villalón                           | spanischer Dichter und Kampfstierzüchter                                                        | 48    |       |
| 10. März | Paul von Breitenbach                        | preußischer Minister für öffentliche Arbeiten                                                   | 79    |       |
| 10. März | Victor von Hennigs                          | preußischer Offizier, zuletzt General der Kavallerie                                            | 81    |       |
| 10. März | Kaneko Misuzu                               | japanische Schriftstellerin                                                                     | 26    |       |
| 10. März | Birger Mörner                               | schwedischer Diplomat                                                                           | 62    |       |
| 10. März | Julius Raecke                               | deutscher Psychiater                                                                            | 57    |       |
| 10. März | Rudolf Wlassak                              | österreichischer Physiologe, Nervenarzt und Vorkämpfer der Antialkoholbewegung                  | 64    |       |
| 11. März | Alfred Biese                                | deutscher Literaturhistoriker                                                                   | 74    |       |
| 11. März | Konrad Clemm                                | badischer Beamter                                                                               | 75    |       |
| 11. März | Silvio Gesell                               | deutscher Ökonom, Begründer der Freiwirtschaftslehre, Kaufmann, Autor                           | 67    |       |
| 12. März | William George Barker                       | britischer Jagdflieger des Ersten Weltkrieges                                                   | 35    |       |
| 12. März | Hermann Blohm                               | deutscher Ingenieur und Unternehmer                                                             | 81    |       |
| 12. März | Alois Jirásek                               | tschechischer Schriftsteller und Historiker                                                     | 78    |       |
| 12. März | Josef Mayrhofer                             | österreichischer Chemiker                                                                       | 81    |       |
| 13. März | Stephen Alfred Forbes                       | US-amerikanischer Biologe, gilt als einer der Begründer der Limnologie                          | 85    |       |
| 13. März | Loránd Fráter                               | ungarischer Liedermacher, Politiker und Husaren-Hauptmann                                       | 58    |       |
| 13. März | Léon Metzler                                | luxemburgischer Fußballspieler                                                                  | 33    |       |
| 13. März | August Stradal                              | deutsch-böhmischer Klaviervirtuose, Arrangeur (Musik) und Musiklehrer                           | 69    |       |
| 13. März | Kurt Vogeler                                | deutscher Architekt                                                                             | 36    |       |
| 13. März | Mary Eleanor Wilkins Freeman                | US-amerikanische Schriftstellerin                                                               | 77    |       |
| 14. März | Martin Grove Brumbaugh                      | US-amerikanischer Politiker                                                                     | 67    |       |
| 14. März | John W. Cassingham                          | US-amerikanischer Politiker                                                                     | 89    |       |
| 14. März | Wilhelm Hagedorn                            | preußischer Offizier                                                                            | 61    |       |
| 14. März | August Hofmann                              | Jurist und badischer Beamter                                                                    | 64    |       |
| 14. März | Raimund Friedrich Kaindl                    | deutscher Historiker                                                                            | 63    |       |
| 15. März | Alfred Dürbig                               | deutscher Staatsanwalt und Richter in Bayern, zuletzt Präsident des Oberlandesgerichts Augsburg | 68    |       |
| 15. März | Johann Baptist Mehler                       | deutscher katholischer Priester, Prälat, religiöser Schriftsteller                              | 69    |       |
| 15. März | Emlen Roosevelt                             | US-amerikanischer Geschäftsmann, Bankier und Philanthrop                                        | 72    |       |
| 16. März | Eugen Einenkel                              | deutscher Anglist                                                                               | 76    |       |
| 16. März | Charles Walder Grinstead                    | englisches Tennisspieler                                                                        | 69    |       |
| 16. März | Nikolai Michailowitsch Kischkin             | russischer Mediziner und Politiker                                                              | 65    |       |
| 16. März | Hans Lackner                                | österreichischer Theater- und Filmschauspieler                                                  | 53    |       |
| 16. März | Max Landsberg                               | deutscher Architekt                                                                             | 51    |       |
| 16. März | Hugo Oser                                   | Schweizer Rechtswissenschaftler und Bundesrichter                                               | 66    |       |
| 16. März | Miguel Primo de Rivera                      | spanischer General und Diktator                                                                 | 60    |       |
| 16. März | Friedrich Weber                             | badischer Politiker                                                                             | 63    |       |
| 17. März | Walther Felix                               | deutscher Anatom                                                                                | 69    |       |
| 17. März | Christian Hoeck                             | deutscher Geistlicher und Politiker (FVg), MdR                                                  | 80    |       |
| 17. März | Gertrud Lodahl                              | deutsche Politikerin (SPD)                                                                      | 52    |       |
| 17. März | Reinhold Otto                               | deutscher Pädagoge und liberaler Bildungspolitiker                                              | 66    |       |
| 17. März | Marcell Salzer                              | österreichisch-deutscher Vortragskünstler                                                       | 56    |       |
| 18. März | Adolf Fluri                                 | Schweizer Pädagoge und Historiker                                                               | 65    |       |
| 18. März | Gustav Leithäuser                           | deutscher Lehrer                                                                                | 79    |       |
| 18. März | Bonaventura Stürzer                         | österreichischer Mönch                                                                          | 81    |       |
| 18. März | Julius Zeißig                               | deutscher Architekt                                                                             | 74    |       |
| 19. März | Arthur James Balfour, 1. Earl of Balfour    | britischer Politiker, Mitglied des House of Commons, Premierminister und Außenminister          | 81    |       |
| 19. März | Henry Faulds                                | schottischer Arzt, Japanmissionar, Pionier der Daktyloskopie                                    | 86    |       |
| 19. März | Martin Richter                              | deutscher Verwaltungsjurist                                                                     | 60    |       |
| 19. März | Eugenie von Soden                           | deutsche Schriftstellerin                                                                       | 71    |       |
| 19. März | Wilfrid Michael Voynich                     | US-amerikanischer Büchersammler und Antiquar polnischer Abstammung                              | 64    |       |
| 19. März | Andreas Walser                              | Schweizer Maler, Dichter und Fotograf                                                           | 21    |       |
| 20. März | Arthur Andrews                              | dänisch-US-amerikanischer Radrennfahrer                                                         | 53    |       |
| 20. März | Ludwig Hinterschweiger                      | österreichischer Großindustrieller                                                              | 67    |       |
| 21. März | Franz Natter                                | österreichischer Politiker, Landesrat und Landtagsabgeordneter von Vorarlberg                   | 60    |       |
| 21. März | Otto Rapmund                                | deutscher Arzt und Hygieniker                                                                   | 84    |       |
| 21. März | Justin Harvey Smith                         | US-amerikanischer Historiker                                                                    | 73    |       |
| 21. März | Gerhard Wedepohl                            | deutscher Maler, Zeichner, Radierer und Illustrator                                             | 36    |       |
| 22. März | Gastone Brilli-Peri                         | italienischer Rad-, Motorrad- und Automobilrennfahrer                                           | 36    |       |
| 22. März | Franz Lorber                                | österreichischer Politiker                                                                      | 84    |       |
| 22. März | Alfred von Ressig                           | österreichischer Verwaltungsbeamter                                                             | 65    |       |
| 22. März | Edwin George Ross Waters                    | britischer Romanist                                                                             | 39    |       |
| 23. März | František Kameníček                         | tschechischer Historiker                                                                        | 73    |       |
| 23. März | Conrad Keller                               | Schweizer Zoologe                                                                               | 82    |       |
| 23. März | Edvard Lehmann                              | dänischer Religionshistoriker und Hochschullehrer                                               | 67    |       |
| 24. März | Louis Boëz                                  | französischer Mediziner und Bakteriologe                                                        | 42    |       |
| 24. März | Viktor Kopp                                 | sowjetischer Diplomat                                                                           | 49    |       |
| 24. März | Sebastian Urban                             | deutscher Brauereibesitzer und Kommunalpolitiker                                                | 77    |       |
| 24. März | Eugeen Van Mieghem                          | belgischer Maler                                                                                | 54    |       |
| 24. März | Johann Heinrich Vogel                       | deutscher Chemiker, Landwirtschaftswissenschaftler und Hochschullehrer                          | 67    |       |
| 25. März | Daniel Blumenthal                           | deutscher Jurist und Politiker, MdR, Bürgermeister                                              | 70    |       |
| 25. März | Max Buldermann                              | deutscher Hellseher und Illusionist                                                             | 62    |       |
| 25. März | J. Henry Goeke                              | US-amerikanischer Politiker                                                                     | 60    |       |
| 25. März | Henri Jobier                                | französischer Florettfechter                                                                    | 50    |       |
| 26. März | Göran Lindblad                              | schwedischer Schriftsteller und Literaturhistoriker                                             | 35    |       |
| 26. März | Otto Linke                                  | deutscher Lehrer und Historiker                                                                 | 83    |       |
| 26. März | Gottlieb Matthias Lippart                   | deutscher Maschinenbauingenieur und Industrieller                                               | 63    |       |
| 26. März | Max Matthes                                 | deutscher Mediziner, Professor für Innere Medizin und Rektor der Universität Königsberg         | 65    |       |
| 26. März | Frank Alvah Parsons                         | US-amerikanischer Designer und Kunstpädagoge                                                    | 63    |       |
| 27. März | Wilhelm Schlüter                            | deutscher Arzt, Geheimer Medizinalrat, Ehrenbürger von Gütersloh                                |       |       |
| 28. März | Orion Metcalf Barber                        | US-amerikanischer Anwalt, Richter und Politiker, State Auditor von Vermont                      | 72    |       |
| 28. März | Arnold Lotz                                 | österreichischer Architekt                                                                      | 79    |       |
| 28. März | Uchimura Kanzō                              | japanischer protestantischer Theologe                                                           | 69    |       |
| 29. März | Anton Bettelheim                            | österreichischer Literaturwissenschaftler, Übersetzer und Schriftsteller                        | 78    |       |
| 29. März | Andreas Hamerle                             | österreichischer Redemptorist, Theologe sowie Schriftsteller                                    | 93    |       |
| 29. März | Melle Klinkenborg                           | deutscher Archivar und Historiker                                                               | 58    |       |
| 30. März | Edmund Hofmann von Aspernburg               | österreichischer Bildhauer                                                                      | 82    |       |
| 31. März | Emil Krebs                                  | deutscher Sinologe und Vielsprachler                                                            | 62    |       |
| 31. März | Ludwig Schüler                              | deutscher Kommunalpolitiker                                                                     | 94    |       |
|          | Hugo Betting                                | deutscher Rugby- und Fußballspieler                                                             | 50    |       |